# Ministerul Afacerilor Externe (Rusia)
Ministerul Afacerilor Externe al Federației Ruse (MFA Rusia; rusă Министерство иностранных дел Российской Федерации, МИД РФ) este însărcinat de guvernul central pentru relații externe și politica externă din Rusia. Este o continuare a Ministerului Afacerilor Externe al Republicii Socialiste Federative Sovietice Ruse, care se afla sub supravegherea Ministerului Sovietic al Relațiilor Externe. Serghei Lavrov este actualul ministru de externe.